# Kup europskih prvaka 1985./86. (vaterpolo)
Ovo je dvadeset i treće izdanje Kupa europskih prvaka. Još u skupinama ispali su Alphen, Posillipo, Marseille i Stilon Gorzów.
Poluzavršnica
- Jug (Jugoslavija) - Budimpešta (Mađarska) 6:6, 7:10 (ukupno 13:16)
- Montjuïc (Španjolska) - Spandau (Njemačka) 7:7, 6:11 (ukupno 13:18)

Završnica
- Budimpešta - Spandau 9:7, 4:7 (ukupno 13:14)

- sastav Spandaua (drugi naslov): Peter Röhle, Thomas Loebb, Piotr Bukowski, Hohenstein, Armando Fernández, Ehrl, Kison, Hagen Stamm, Roland Freund, Grundt, Schneider